# Žigmund Pálffy
Pour les articles homonymes, voir Pálffy.
Temple de la renommée de l'IIHF : 2019
Žigmund Pálffy (né le 5 mai 1972 à Skalica, en Tchécoslovaquie actuelle Slovaquie) est un joueur Slovaque de hockey sur glace. Il jouait à la position d'ailier droit.

## Carrière de joueur

### En club
Il est choisi en 26e position lors du second tour du repêchage d'entrée dans la LNH 1991 par les Islanders de New York. Deux saisons plus tard, il part en Amérique du Nord où il passe l'essentiel de la saison 1993-1994 avec les Golden Eagles de Salt Lake, club école des Islanders, dans la Ligue internationale de hockey, tout en faisant ses débuts dans la LNH avec les Islanders avec lesquels il dispute cinq matchs. La saison suivante, il partage son temps entre les Islanders et leur nouveau club école, les Grizzlies de Denver.
À partir de la saison 1995-1996, Pálffy devient titulaire des Islanders. Lors de cette première saison complète, il termine meilleur pointeur de son équipe avec 87 points. En 1996-1997 et 1997-1998, avec 90 puis 87 points, il est à nouveau meilleur pointeur de son équipe,. Après une saison 1998-1999 où il ne joue que 50 matchs, il est échangé en compagnie de Bryan Smolinski aux Kings de Los Angeles contre Olli Jokinen, Josh Green, Mathieu Biron et un choix de repêchage de premier tour.
Il passe cinq saisons avec les Kings, la dernière étant marquée par une blessure à l'épaule qui ne lui permet de jouer que 35 matchs. Après la lock out de la saison 2004-2005, il signe un contrat de 3 ans et 13,5 millions de dollars avec les Penguins de Pittsburgh. Il ne joue cependant que 42 matchs avec la franchise et, le 18 janvier 2006, une blessure à l'épaule le force à prendre sa retraite, mettant fin à une carrière de 12 saisons dans la Ligue nationale de hockey. Il termine sa carrière dans la LNH avec 329 buts et 384 passes pour 713 points marqués en 684 matchs et 12 saisons.
Il sort de sa retraite en 2007 et joue pour le HK 36 Skalica. En 2013, il annonce sa retraite définitive.

### En sélection nationale
Palffy a représenté la Slovaquie et la Tchécoslovaquie dans les compétitions internationales, remportant une médaille d'or avec la Slovaquie au championnat du monde 2002. Après les Championnats du monde en Autriche en 2005, Pálffy annonce sa retraite de l'équipe nationale slovaque, décision sur laquelle il revient lorsqu'il sort de sa retraite en 2007. Il est sélectionné en 2010 pour les Jeux olympiques de Vancouver où il est porte-drapeau de la délégation slovaque.

## Statistiques
| Saison     | Équipe                     | Ligue              |     | Saison régulière | Saison régulière | Saison régulière | Saison régulière | Saison régulière |    | Séries éliminatoires | Séries éliminatoires | Séries éliminatoires | Séries éliminatoires | Séries éliminatoires |
| Saison     | Équipe                     | Ligue              | PJ  | B                | A                | Pts              | Pun              | PJ               | B  | A                    | Pts                  | Pun                  |                      |                      |
| 1990-1991  | HK Nitra                   | 1. liga            | 50  | 34               | 16               | 50               | 18               |                  |    |                      |                      |                      |                      |                      |
| 1992-1993  | HC Dukla Trenčín           | 1. liga            | 43  | 38               | 41               | 79               | 0                |                  |    |                      |                      |                      |                      |                      |
| 1993-1994  | Golden Eagles de Salt Lake | LIH                | 57  | 25               | 32               | 57               | 83               |                  |    |                      |                      |                      |                      |                      |
| 1993-1994  | Islanders de New York      | LNH                | 5   | 0                | 0                | 0                | 0                |                  |    |                      |                      |                      |                      |                      |
| 1994-1995  | Grizzlies de Denver        | LIH                | 33  | 20               | 23               | 43               | 40               |                  |    |                      |                      |                      |                      |                      |
| 1994-1995  | Islanders de New York      | LNH                | 33  | 10               | 7                | 17               | 6                |                  |    |                      |                      |                      |                      |                      |
| 1995-1996  | Islanders de New York      | LNH                | 81  | 43               | 44               | 87               | 56               |                  |    |                      |                      |                      |                      |                      |
| 1996-1997  | Islanders de New York      | LNH                | 80  | 48               | 42               | 90               | 43               |                  |    |                      |                      |                      |                      |                      |
| 1997-1998  | Islanders de New York      | LNH                | 82  | 45               | 42               | 87               | 34               |                  |    |                      |                      |                      |                      |                      |
| 1998-1999  | Islanders de New York      | LNH                | 50  | 22               | 28               | 50               | 34               |                  |    |                      |                      |                      |                      |                      |
| 1999-2000  | Kings de Los Angeles       | LNH                | 64  | 27               | 39               | 66               | 32               | 4                | 2  | 0                    | 2                    | 0                    |                      |                      |
| 2000-2001  | Kings de Los Angeles       | LNH                | 73  | 38               | 51               | 89               | 20               | 13               | 3  | 5                    | 8                    | 8                    |                      |                      |
| 2001-2002  | Kings de Los Angeles       | LNH                | 63  | 32               | 27               | 59               | 26               | 7                | 4  | 5                    | 9                    | 0                    |                      |                      |
| 2002-2003  | Kings de Los Angeles       | LNH                | 76  | 37               | 48               | 85               | 47               |                  |    |                      |                      |                      |                      |                      |
| 2003-2004  | Kings de Los Angeles       | LNH                | 35  | 16               | 25               | 41               | 12               |                  |    |                      |                      |                      |                      |                      |
| 2004-2005  | HC Slavia Prague           | Extraliga tchèque  | 41  | 21               | 19               | 40               | 30               | 7                | 5  | 2                    | 7                    | 2                    |                      |                      |
| 2004-2005  | HK 36 Skalica              | Extraliga slovaque | 8   | 10               | 3                | 13               | 6                |                  |    |                      |                      |                      |                      |                      |
| 2005-2006  | Penguins de Pittsburgh     | LNH                | 42  | 11               | 31               | 42               | 12               |                  |    |                      |                      |                      |                      |                      |
| 2007–2008  | HK 36 Skalica              | Extraliga slovaque | 46  | 30               | 45               | 75               | 93               | 13               | 7  | 17                   | 24                   | 26                   |                      |                      |
| 2008–2009  | HK 36 Skalica              | Extraliga slovaque | 53  | 52               | 47               | 99               | 46               | 17               | 12 | 15                   | 27                   | 12                   |                      |                      |
| 2009–2010  | HK 36 Skalica              | Extraliga slovaque | 36  | 17               | 36               | 53               | 28               | 6                | 6  | 6                    | 12                   | 18                   |                      |                      |
| 2011–2012  | HK 36 Skalica              | Extraliga slovaque | 48  | 26               | 57               | 83               | 76               | 6                | 3  | 4                    | 7                    | 6                    |                      |                      |
| 2012–2013  | HK 36 Skalica              | Extraliga slovaque | 39  | 26               | 47               | 73               | 103              | 7                | 3  | 5                    | 8                    | 2                    |                      |                      |
| Totaux LNH | Totaux LNH                 | Totaux LNH         | 684 | 329              | 384              | 713              | 322              | 24               | 9  | 10                   | 19                   | 8                    |                      |                      |